# Niccolò II d'Este
Niccolò II d'Este, o Nicolò II d'Este, detto lo Zoppo (Ferrara, 17 maggio 1338 – Ferrara, 26 marzo 1388), fu marchese di Ferrara dal 1361 al 1388.

## Biografia

### Infanzia

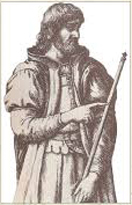
Il signore Obizzo III d'Este

Era figlio del signore di Ferrara, Modena e Parma, Obizzo III, e della nobildonna Lippa degli Ariosti.

### Ascesa
Assumendo la sovranità dei suoi Stati, si assicurò l'alleanza dei signori di Padova, Verona e Mantova contro Bernabò Visconti. Nel 1362 si recò con tutta la sua corte ad incontrare Verde della Scala (che avrebbe sposato nel corso dello stesso anno), alla porta di Formignana (Ferrara).
Nell'incontro di Viterbo del 1367 si assicurò la protezione di papa Urbano V, dopo essersi precedentemente recato ad Avignone per invitare il papa a tornare a Roma. Nel frattempo Reggio veniva tolta a Feltrino Gonzaga e venduta a Bernabò Visconti. Faenza, che poco prima era stata da lui acquistata, era presa da Astorre I Manfredi.

### Signore di Ferrara

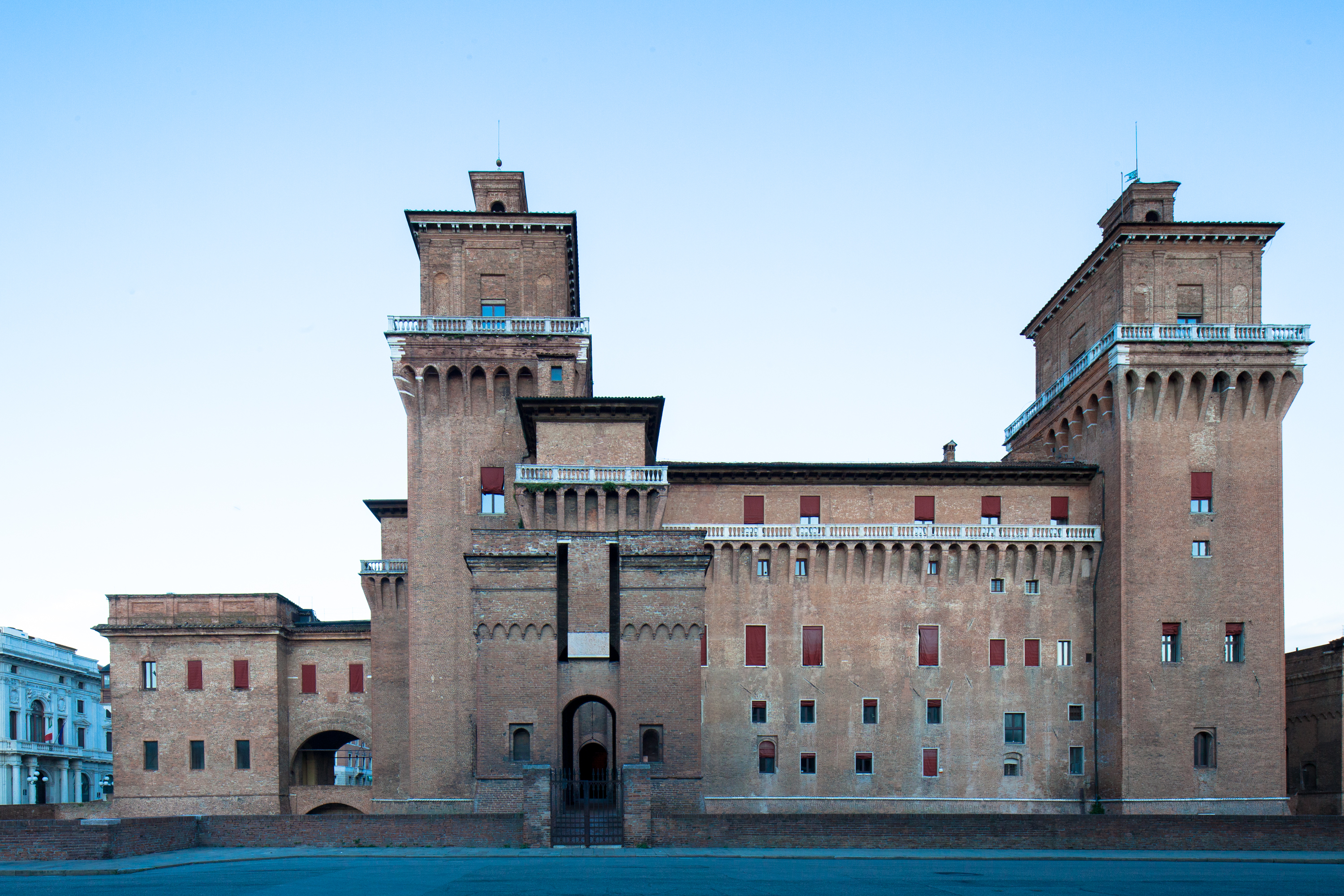
Ferrara, Castello Estense voluto da Niccolò II d'Este

Durante la sua signoria, Ferrara cominciò a salire di grande reputazione iniziando a diventare una splendida città. Il marchese contribuì ad abbellire vari monumenti cittadini, come ad esempio, il monastero di San Guglielmo.  Si deve poi a Niccolò II la commissione all'architetto Bartolino da Novara del Castello Estense, voluto in seguito ad una rivolta popolare del 1385. Al marchese venne concesso inizialmente un prestito di 25.000 ducati dal signore di Mantova Francesco I Gonzaga.
Munifico e interessato alla cultura, Niccolò II ospitò a Ferrara, almeno per un decennio, il commentatore della "Commedia" Benvenuto da Imola: un registro fiscale bolognese del 1377, infatti, annota accanto al nome di Benvenuto la segnalazione "habitator Ferrariae". Nella città estense l'Imolese soggiornò fino alla morte, avvenuta probabilmente nello stesso anno di quella del suo mecenate, 1388: fa infatti in tempo a vedere (e citare nella sua opera principe) la costruzione del Castello, eretto con grande celerità fra 1385 e 1387.

### Morte
Morì il 26 marzo 1388 ed i suoi funerali vennero celebrati durante il venerdì santo. In quella circostanza, malgrado le convenzioni, tutte le campane cittadine suonarono a martello. Gli succedette, come da investiture del papa e dell'imperatore, Alberto V d'Este.

## Matrimonio e discendenza
Il 19 maggio 1362 Niccolò sposò Verde della Scala (?-1394), figlia di Mastino II della Scala, signore di Verona, da cui ebbe una figlia.
- Taddea (1365-1404), che sposò Francesco II da Carrara, ultimo signore di Padova.

## Ascendenza
|                        |                   |                          | Genitori                |  |  | Nonni |  |  | Bisnonni         |  |  | Trisnonni        |  |
|                        |                   |                          |                         |  |  |       |  |  | Obizzo II d'Este |  |  | Rinaldo I d'Este |  |
|                        |                   |                          |                         |  |  |       |  |  | Obizzo II d'Este |  |  | Rinaldo I d'Este |  |
|                        |                   | …                        |                         |  |  |       |  |  | Obizzo II d'Este |  |  |                  |  |
| Aldobrandino II d'Este |                   |                          |                         |  |  |       |  |  | Obizzo II d'Este |  |  |                  |  |
|                        |                   | Giacomina Fieschi        | Nicolò Fieschi          |  |  |       |  |  |                  |  |  |                  |  |
|                        |                   | Giacomina Fieschi        | Nicolò Fieschi          |  |  |       |  |  |                  |  |  |                  |  |
|                        |                   | Giacomina Fieschi        | Leonora                 |  |  |       |  |  |                  |  |  |                  |  |
| Obizzo III d'Este      |                   | Giacomina Fieschi        |                         |  |  |       |  |  |                  |  |  |                  |  |
|                        |                   | Tobia Rangoni            | Guglielmo Rangoni       |  |  |       |  |  |                  |  |  |                  |  |
|                        |                   | Tobia Rangoni            | Guglielmo Rangoni       |  |  |       |  |  |                  |  |  |                  |  |
|                        |                   | Tobia Rangoni            | …                       |  |  |       |  |  |                  |  |  |                  |  |
| Alda Rangoni           |                   | Tobia Rangoni            |                         |  |  |       |  |  |                  |  |  |                  |  |
|                        |                   | Caracosa Lupi di Soragna | Ugolino Lupi di Soragna |  |  |       |  |  |                  |  |  |                  |  |
|                        |                   | Caracosa Lupi di Soragna | Ugolino Lupi di Soragna |  |  |       |  |  |                  |  |  |                  |  |
|                        |                   | Caracosa Lupi di Soragna | …                       |  |  |       |  |  |                  |  |  |                  |  |
| Niccolò II d'Este      |                   | Caracosa Lupi di Soragna |                         |  |  |       |  |  |                  |  |  |                  |  |
|                        | Bonifazio Ariosto | …                        |                         |  |  |       |  |  |                  |  |  |                  |  |
|                        | Bonifazio Ariosto | …                        |                         |  |  |       |  |  |                  |  |  |                  |  |
|                        | Bonifazio Ariosto | …                        |                         |  |  |       |  |  |                  |  |  |                  |  |
| Jacopo Ariosto         | Bonifazio Ariosto |                          |                         |  |  |       |  |  |                  |  |  |                  |  |
|                        |                   | ...                      | …                       |  |  |       |  |  |                  |  |  |                  |  |
|                        |                   | ...                      | …                       |  |  |       |  |  |                  |  |  |                  |  |
|                        |                   | ...                      | …                       |  |  |       |  |  |                  |  |  |                  |  |
| Lippa Ariosti          |                   | ...                      |                         |  |  |       |  |  |                  |  |  |                  |  |
|                        |                   | ...                      | …                       |  |  |       |  |  |                  |  |  |                  |  |
|                        |                   | ...                      | …                       |  |  |       |  |  |                  |  |  |                  |  |
|                        |                   | ...                      | …                       |  |  |       |  |  |                  |  |  |                  |  |
| ...                    |                   | ...                      |                         |  |  |       |  |  |                  |  |  |                  |  |
|                        |                   | …                        | …                       |  |  |       |  |  |                  |  |  |                  |  |
|                        |                   | …                        | …                       |  |  |       |  |  |                  |  |  |                  |  |
|                        |                   | …                        | …                       |  |  |       |  |  |                  |  |  |                  |  |
|                        |                   | …                        |                         |  |  |       |  |  |                  |  |  |                  |  |